# 358894 Demetrescu
358894 Demetrescu este o planetă minoră (asteroid) din centura de asteroizi. A fost descoperită pe 12 martie 2008 la Observatorul La Silla de EURONEAR. 
Obiectul prezintă o orbită caracterizată de o semiaxă mare de 3,0637155995761 UAi, o excentricitate de 0,04, o înclinație de 10,3 ° în raport cu ecliptica.